# Heinrich Rindfleisch
Heinrich Friedrich Rindfleisch (* 3. März 1916 in Straßburg; † 14. Januar 1969 in Essen) war ein deutscher Arzt und SS-Offizier.
Rindfleisch wurde 1916 in Straßburg geboren. Nach dem Ersten Weltkrieg zog die Familie nach Berlin um, da Straßburg, gemäß Versailler Vertrag, Frankreich zugesprochen wurde. Rindfleisch trat September 1934 der SS bei (SS-Nummer 289.832). Er nahm 1935 ein Medizinstudium an der Humboldt-Universität auf und legte 1941 das Staatsexamen ab. 1942 erhielt er seine Approbation und durchlief eine Grundausbildung beim Sanitäts-Ersatz-Bataillon der Waffen-SS. In den Folgejahren war er in den Konzentrationslagern Groß-Rosen, Ravensbrück und Sachsenhausen als Lagerarzt tätig. Ab dem 1. März 1943 war er als Standortarzt im KZ Majdanek aktiv. Dort beteiligte er sich an Menschenversuchen, bei denen es zahlreiche Todesopfer gab. Zum 30. Januar 1944 wurde er zum SS-Obersturmführer befördert.
Im Januar 1945 wurde er zur 16. SS-Panzergrenadier-Division „Reichsführer SS“ kommandiert. Nach Ende des Zweiten Weltkriegs wurde er von Frankreich, Polen und Belgien als Mörder gesucht. Seine medizinische Karriere konnte er jedoch bruchlos weiterführen. Er arbeitete zunächst auf einer chirurgischen Station eines Berliner Krankenhauses und zog dann ins Ruhrgebiet um, wo er bis zu seinem Tod im Juli 1969 als Chefarzt der Chirurgischen Abteilung des Johanniter-Krankenhauses in Rheinhausen tätig war. Für seine Taten wurde er nie zur Verantwortung gezogen. Nach seinem Tod nahm man ihn jedoch im Majdanek-Prozess am Landgericht Düsseldorf als einen der Haupttäter auf.